# Boterzande
Boterzande was een dorp in Zeeuws-Vlaanderen in de Nederlandse provincie Zeeland.

## Geschiedenis
Een oude vermelding van de naam dateert uit 990 als Botreshanda, waar een hoeve werd geschonken aan de Gentse Sint-Pietersabdij. De parochie Boterzande werd in 1248 vermeld, behorend tot het Bisdom Doornik.
De plaats overstroomde bij de stormvloed van 1375 en verdween.